# Gheorghe Gârniță
Gheorghe Gârniță est un biathlète roumain, né le 11 novembre 1950 à Măgura.

## Biographie
Aux Championnats du monde 1974, il est quatrième du sprint et surtout médaillé d'argent sur l'individuel derrière le Finlandais Juhani Suutarinen. Il est toujours le seul biathlète médaillé mondial pour la Roumanie.
Aux Jeux olympiques d'hiver de 1976, où il est le porte-drapeau de sa délégation, il se classe 31e de l'individuel et 10e du relais.
Il est depuis devenu entraîneur et s'occupe des juniors en Roumanie.

## Palmarès

### Jeux olympiques d'hiver
| Épreuve / Édition              | Individuel | Relais |
| Jeux olympiques 1976 Innsbruck | 31e        | 10e    |

### Championnats du monde
- Minsk 1974 :
  -  Médaille d'argent de l'individuel.